# Ignasi Pinazo i Camarlench
Ignasi Pinazo i Camarlench (València, 11 de gener de 1849—Godella, 18 d'octubre de 1916) va ser un pintor valencià. És un dels més destacats artistes valencians de fi de segle, d'estil impressionista.

## Obra
Ignasi Pinazo va treballar amb colors foscos, com el negre, el marró, i els colors terrosos, així com la brillant paleta típica de l'impressionisme. En les seues obres, de vegades, es reconeixen pinzellades ràpides.
- Les filles del Cid (1879)
- Els últims moments del rei En Jaume el Conqueridor a l'acte de donar sa espasa al seu fill Pere III d'Aragó
- El guardavies (1877)
- Barca a la platja (1890)

Part de la seua obra pot veure's a la basílica de l'Assumpció, a Cieza (Múrcia), i al Museu de Belles Arts de València - Sant Pius V. La major col·lecció d'obres d'aquest autor es troba a l'Institut Valencià d'Art Modern, amb més de cent quadres i de sis-cents dibuixos que, en part, provenen de la família.

## Galeria

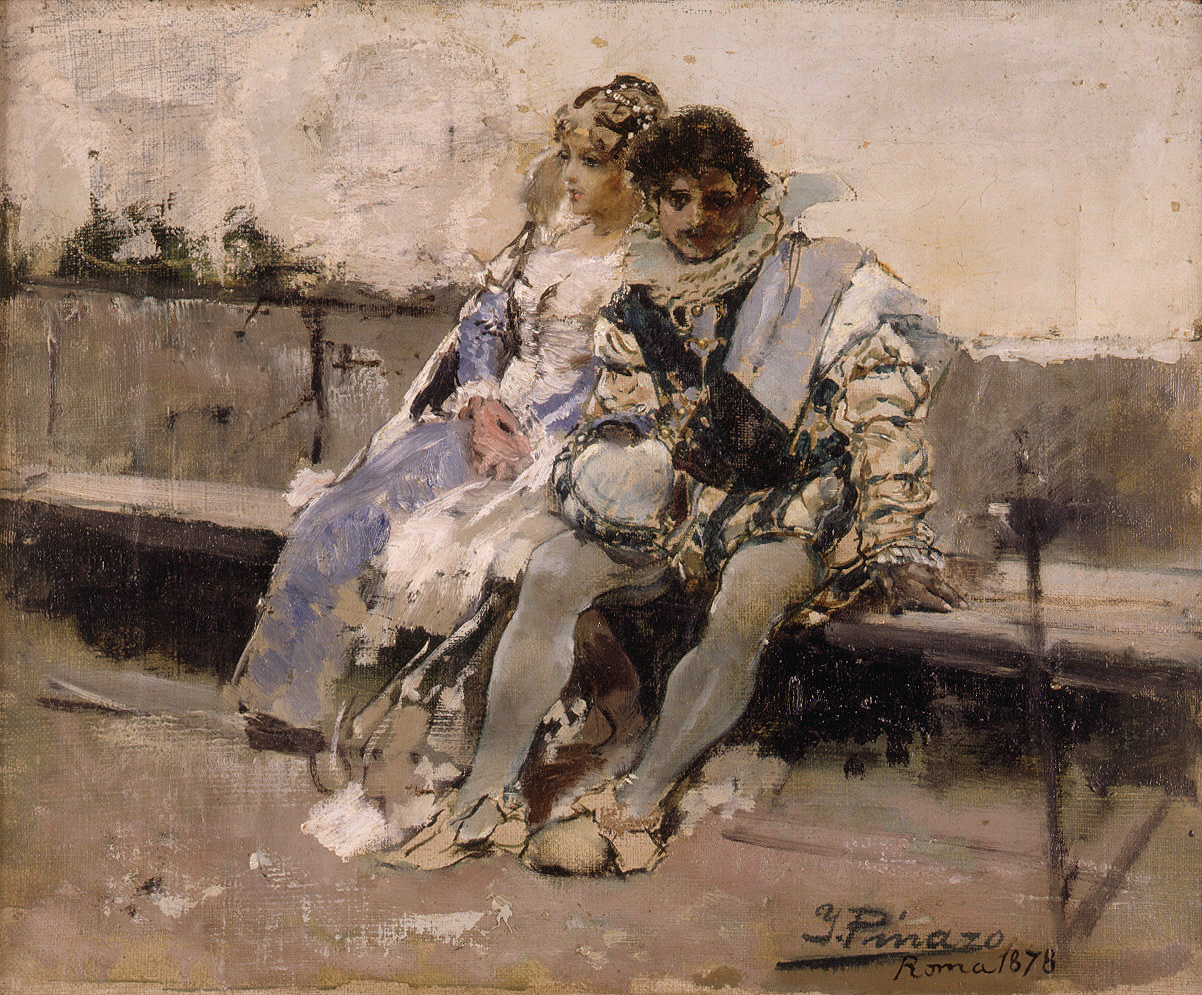
Enamorats
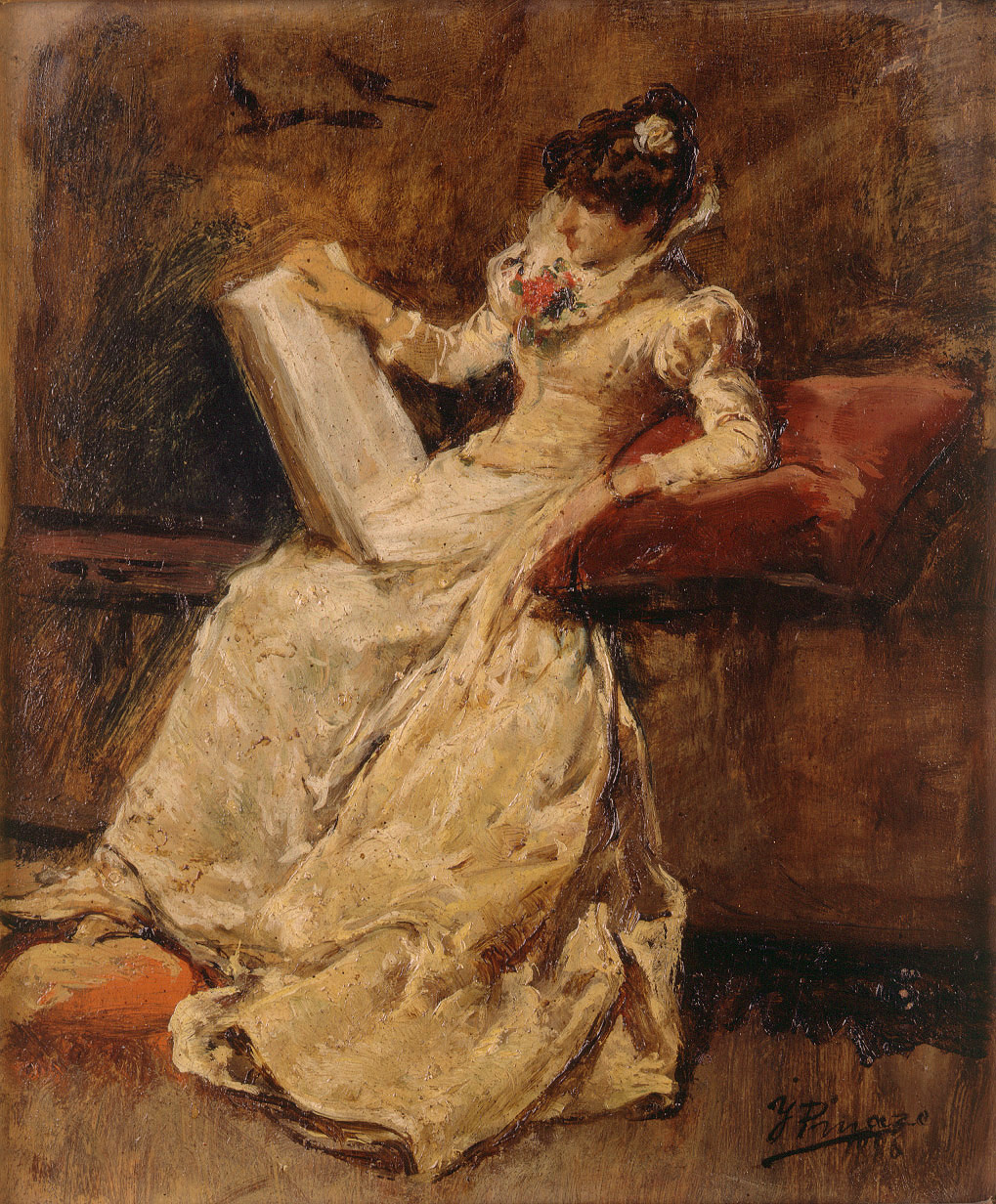
Figura femenina asseguda
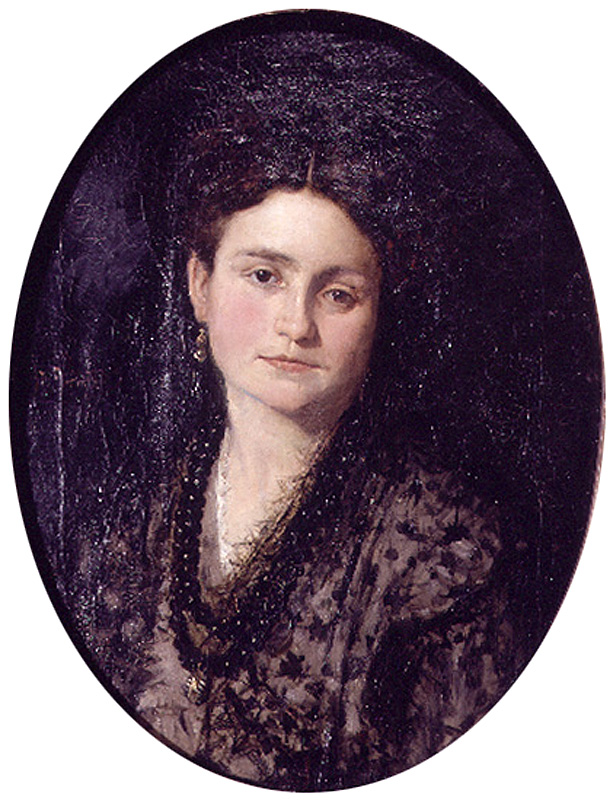
Retrat de Teresa Martínez
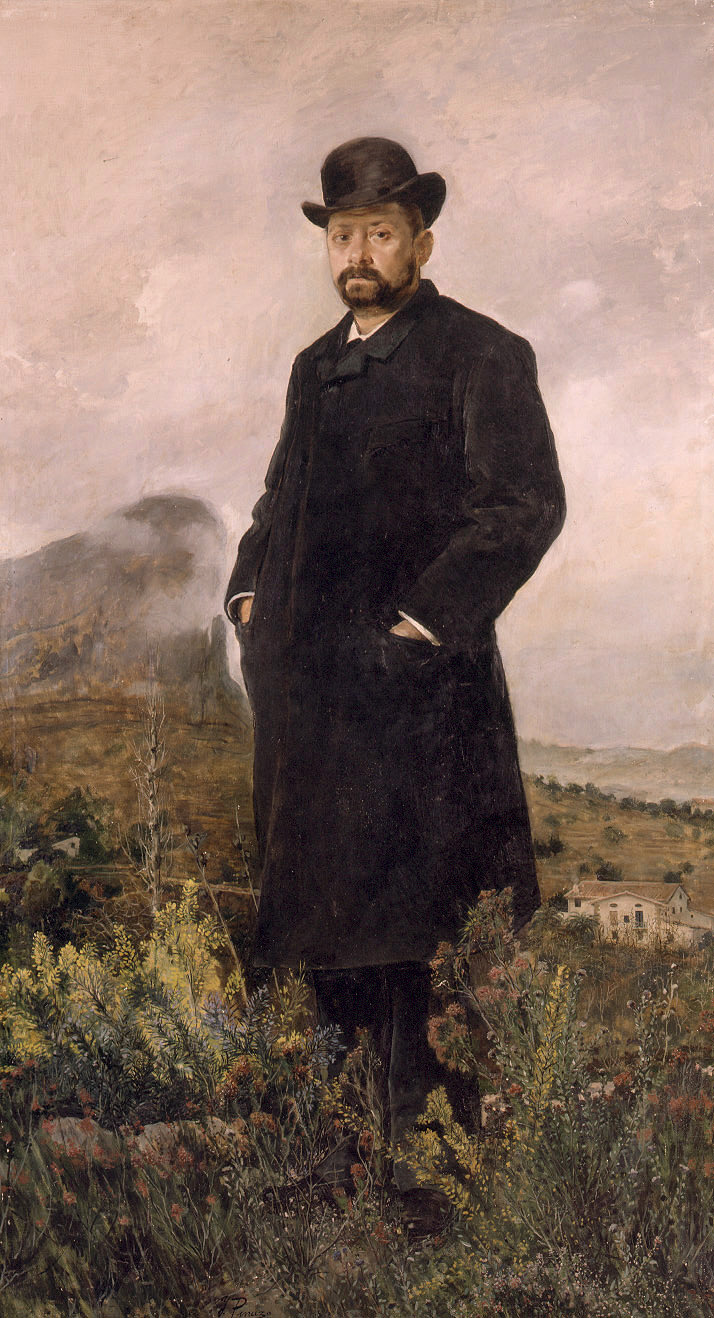
Retrat d'En Manuel Comas
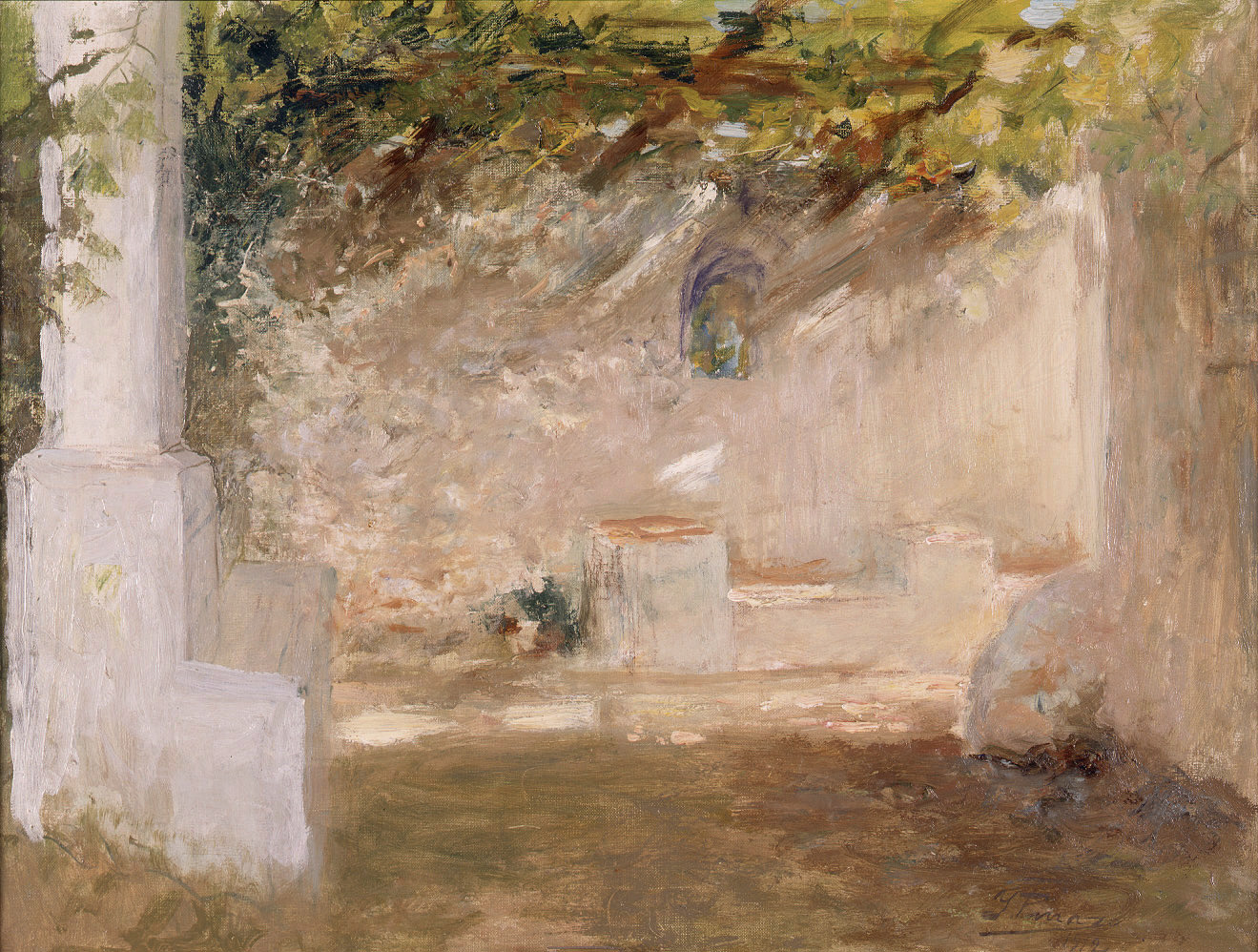
Emparrat
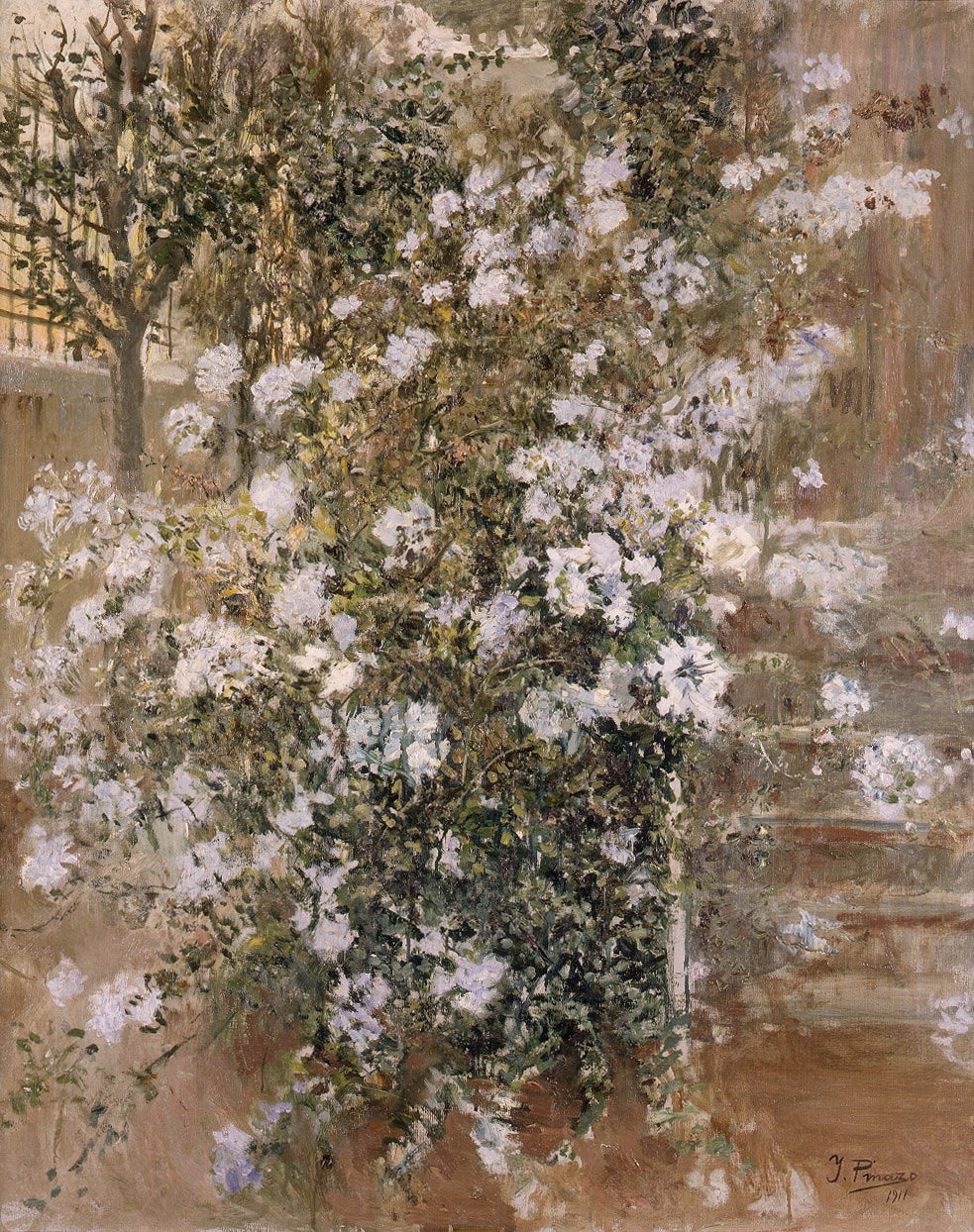
Racó del jardí
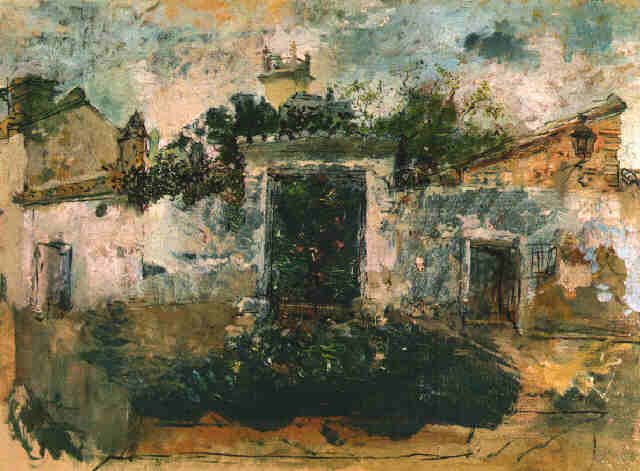
El meu carrer a Godella
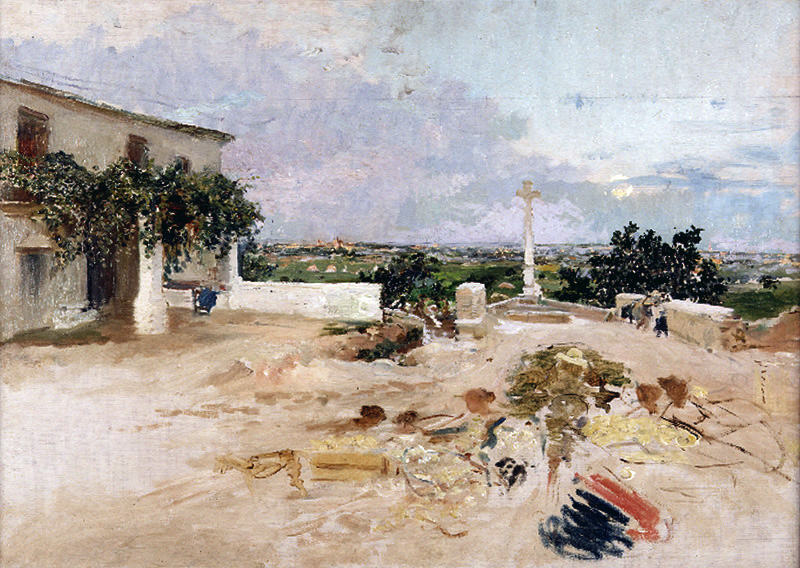
La creu del molí a Godella
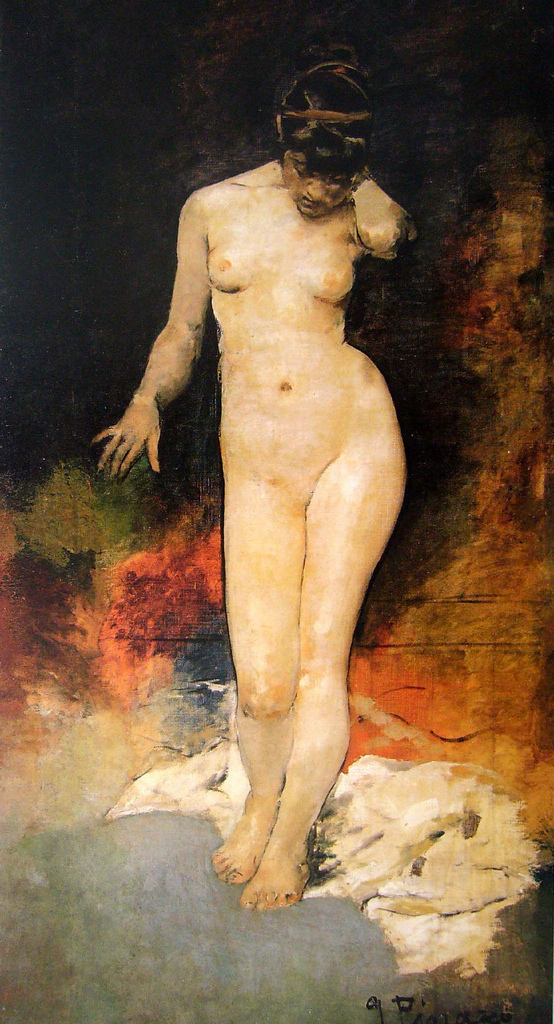
Nu de front
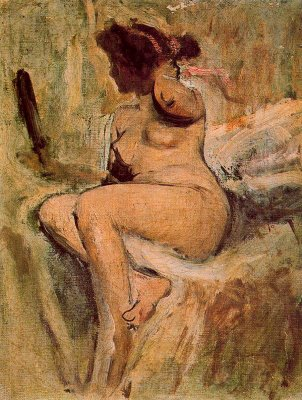
Nu femení
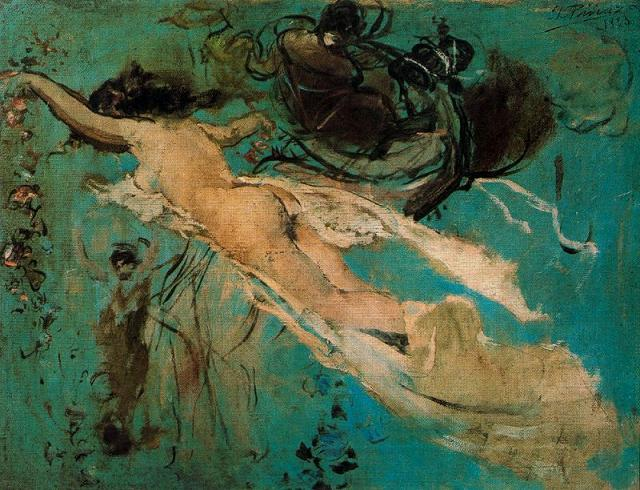
Nu
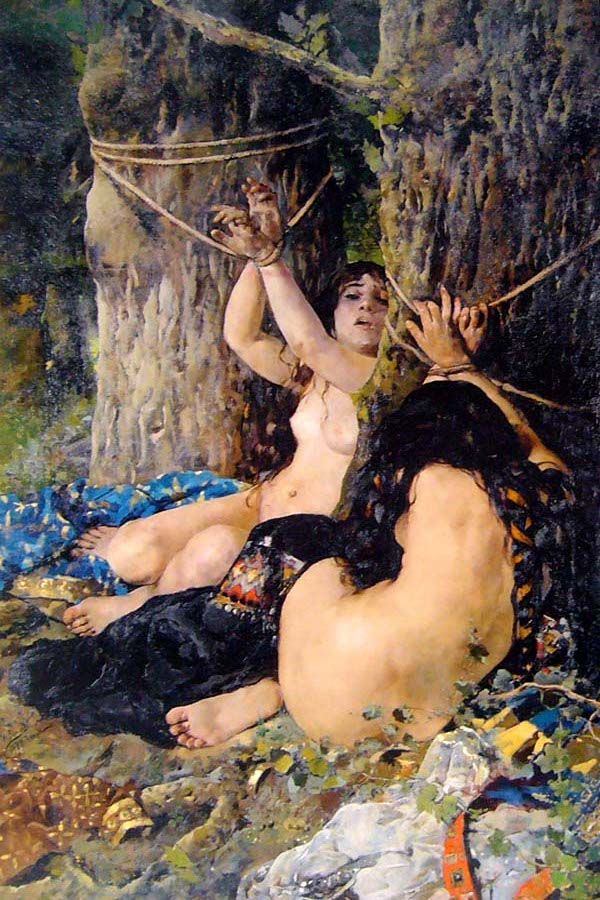
Les filles del Cid
Anochecer en la escollera III.
- Programa de ràdio monogràfic dedicat a Pinazo, amb la participació de Vicent Baydal i J.I. Casar Pinazo, besnet del pintor i director del Museu de Belles Arts de València.